# 訃報 1982年9月
訃報 1982年9月（ふほう 1982ねん9がつ）では、1982年（昭和57年）9月中に物故した、又は物故が報じられた人物についてまとめる。

## （1日 - 15日）

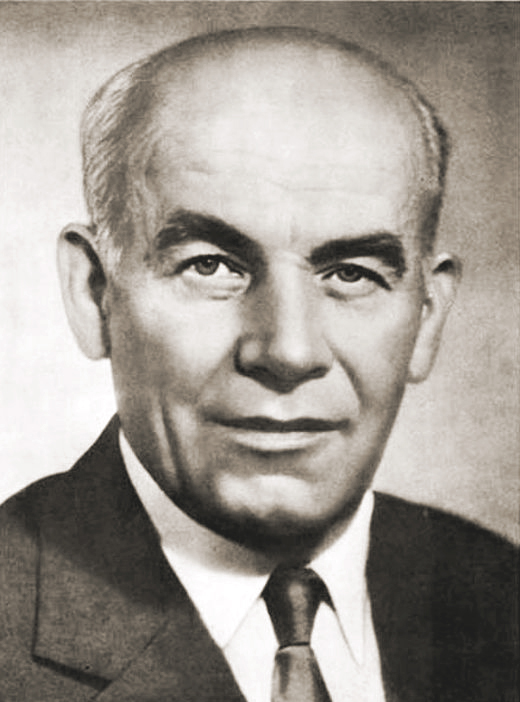
ヴワディスワフ・ゴムウカ／9月1日没

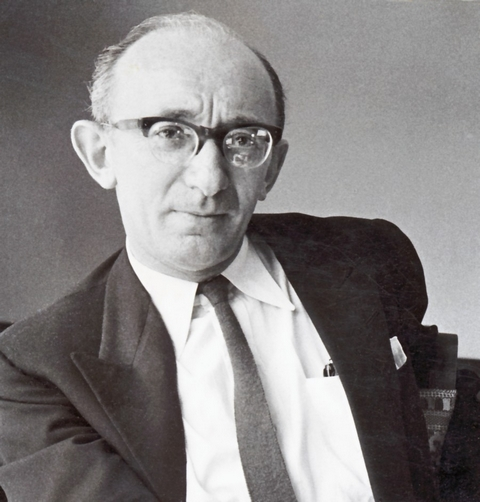
クリフォード・カーゾン／9月1日没

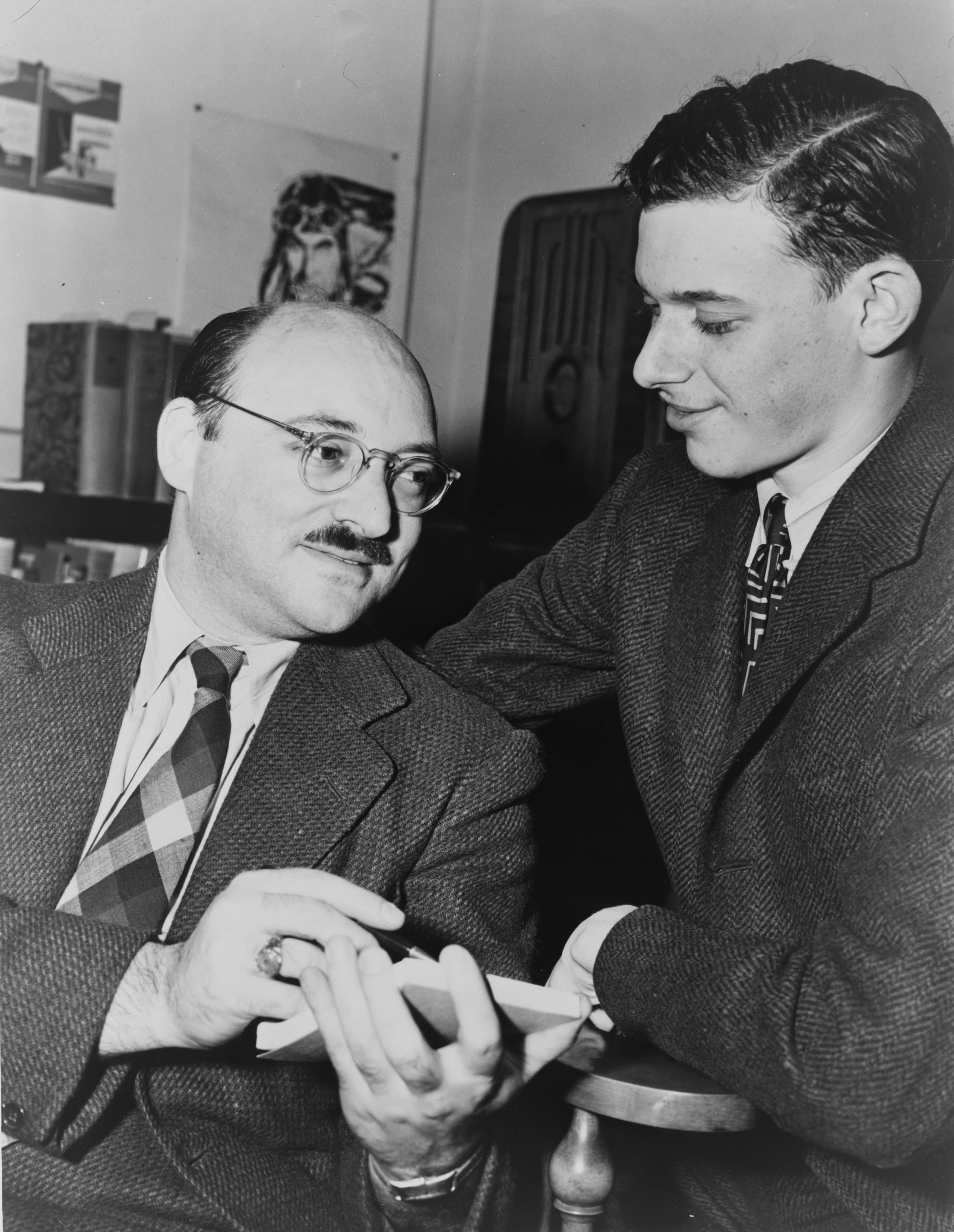
フレデリック・ダネイ（左）／9月3日没

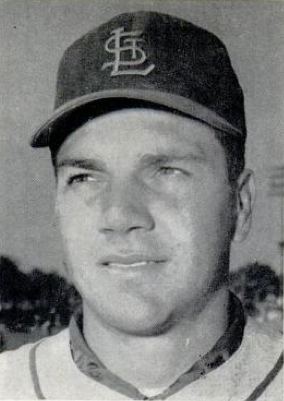
ケン・ボイヤー／9月7日没

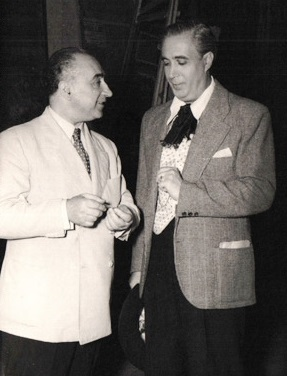
フェデリコ・モレーノ・トローバ（左）／9月12日没

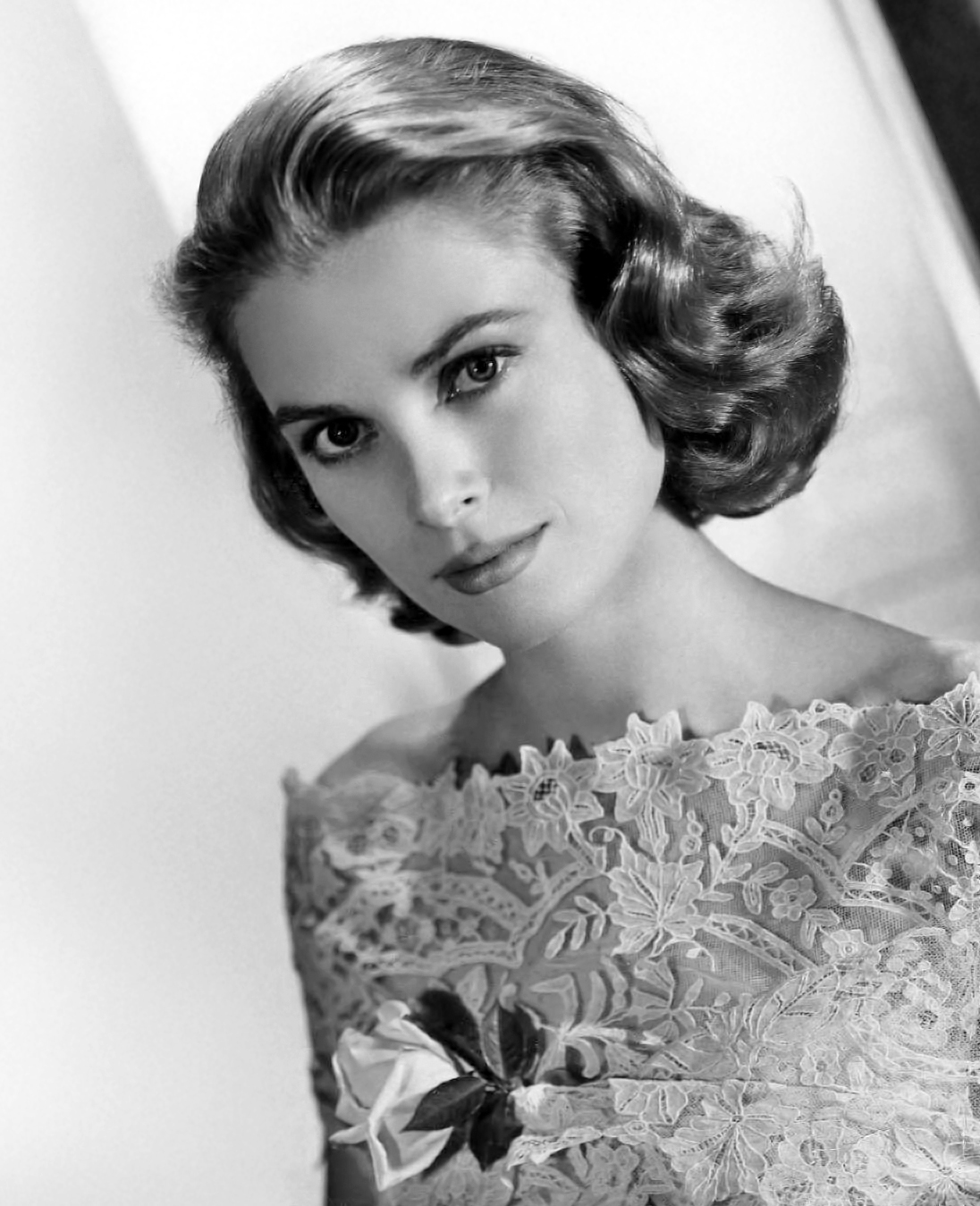
グレース・ケリー／9月14日没

- 9月1日 - ヴワディスワフ・ゴムウカ、ポーランドの指導者（* 1905年）
- 9月1日 - クリフォード・カーゾン、ピアニスト（* 1907年）
- 9月1日 - 郡司良[要出典]、俳優（* 1912年）
- 9月3日 - フレデリック・ダネイ、小説家（* 1905年）
- 9月5日 - 中田ダイマル、漫才師（* 1913年）
- 9月7日 - ケン・ボイヤー、メジャーリーガー（* 1931年）
- 9月12日 - フェデリコ・モレーノ・トローバ、作曲家・指揮者（* 1891年）
- 9月13日 - 10代目金原亭馬生、落語家（* 1928年）
- 9月13日 - 天津羽衣、浪曲師・演歌歌手（* 1928年）
- 9月14日 - グレース・ケリー、女優・モナコ公妃（* 1929年）
- 9月14日 - クリスチャン・フェラス、ヴァイオリニスト（* 1933年）

## （16日 - 30日）

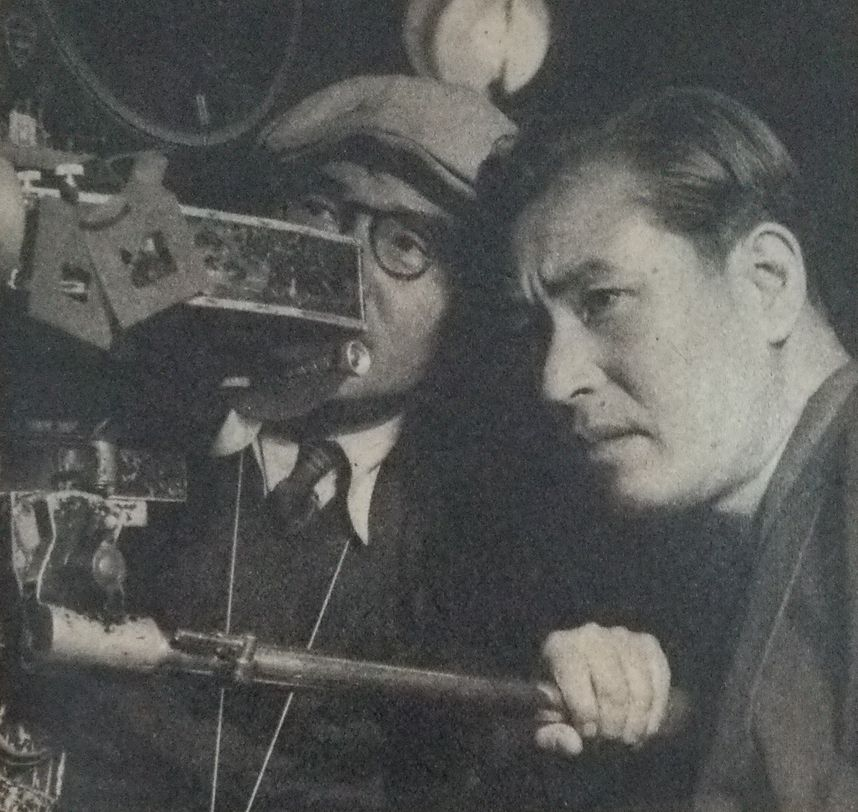
佐分利信（右）／9月22日没

- 9月22日 - 佐分利信、俳優（* 1909年）
- 9月26日 - 南沢十七、探偵小説・科学小説家、翻訳家　（* 1905年）
- 9月29日 - モンティ・ストラットン、メジャーリーガー（* 1912年）